# Liste der Monuments historiques in Rouvres-les-Vignes
Die Liste der Monuments historiques in Rouvres-les-Vignes führt die Monuments historiques in der französischen Gemeinde Rouvres-les-Vignes auf.

## Liste der Immobilien
| Bezeichnung       | Beschreibung           | Standort                | Kennzeichnung | Schutzstatus | Datum | Bild           |
| ----------------- | ---------------------- | ----------------------- | ------------- | ------------ | ----- | -------------- |
| Kirche St-Maurice | ab dem 12. Jahrhundert | Place du Tilleul (Lage) | PA00078211    | Classé       | 1984  | weitere Bilder |

## Liste der Objekte
| Bezeichnung                                 | Beschreibung | Standort                        | Kennzeichnung | Schutzstatus | Datum | Bild |
| ------------------------------------------- | --- | ------------------------------- | ------------- | ------------ | ----- | ---- |
| Triumphbogen und -kreuz                     | Schmiedeeisen, vergoldet, 18. Jahrhundert | in der Kirche St-Maurice (Lage) | PM10004601    | Inscrit      | 1980  |      |
| Herz-Jesu-Altar                             | Altartisch, Retabel und Skulptur Heiliger Vinzenz; Holz, Keramik, farbig gefasst und vergoldet, um 1860, aus der Sainterie de Vendeuvre-sur-Barse                                              | in der Kirche St-Maurice (Lage) | PM10004603    | Inscrit      | 1981  |      |
| Skulptur Madonna mit Kind                   | Holz, farbig gefasst und vergoldet, 19. Jahrhundert | in der Kirche St-Maurice (Lage) | PM10004608    | Inscrit      | 1981  |      |
| Hauptaltar                                  | Altartisch, Tabernakel, Retabel und zwei Skulpturen; Keramik, farbig gefasst und vergoldet, Kupfer, um 1850, aus der Sainterie de Vendeuvre-sur-Barse                                          | in der Kirche St-Maurice (Lage) | PM10001823    | Classé       | 1981  |      |
| Kreuzigungsgruppe                           | Holz, farbig gefasst, 16. Jahrhundert | in der Kirche St-Maurice (Lage) | PM10004600    | Inscrit      | 1979  |      |
| Fünf Skulpturen                             | Darstellungen der Madonna mit Kind, der heiligen Margaretha, der heiligen Katharina und zweier Engel; Keramik, farbig gefasst und vergoldet, um 1860, aus der Sainterie de Vendeuvre-sur-Barse | in der Kirche St-Maurice (Lage) | PM10004605    | Inscrit      | 1981  |      |
| Skulptur Heiliger Mauritius                 | Keramik, farbig gefasst und vergoldet, um 1860, aus der Sainterie de Vendeuvre-sur-Barse | in der Kirche St-Maurice (Lage) | PM10004606    | Inscrit      | 1981  |      |
| Seitenaltar                                 | Altartisch, Tabernakel und Retabel; Holz, 19. Jahrhundert | in der Kirche St-Maurice (Lage) | PM10004602    | Inscrit      | 1981  |      |
| Kommuniontisch                              | Schmiedeeisen, vergoldet, 18. Jahrhundert | in der Kirche St-Maurice (Lage) | PM10001825    | Classé       | 1981  |      |
| Wandvertäfelung und vier Heiligenskulpturen | Holz, Keramik, farbig gefasst und vergoldet, um 1850, aus der Sainterie de Vendeuvre-sur-Barse                                                                                                 | in der Kirche St-Maurice (Lage) | PM10001824    | Classé       | 1981  |      |
| Skulptur Heiliger Sebastian                 | Keramik, farbig gefasst und vergoldet, um 1860, aus der Sainterie de Vendeuvre-sur-Barse | in der Kirche St-Maurice (Lage) | PM10004607    | Inscrit      | 1981  |      |
| Zwei Engelsskulpturen                       | Holz, vergoldet, 18. Jahrhundert | in der Kirche St-Maurice (Lage) | PM10004609    | Inscrit      | 1981  |      |
| Skulptur einer Heiligen                     | Keramik, farbig gefasst und vergoldet, 19. Jahrhundert | in der Kirche St-Maurice (Lage) | PM10004604    | Inscrit      | 1981  |      |
| Zwölf-Apostel-Retabel                       | Kalkstein, ehemals farbig gefasst, übertüncht, 16. Jahrhundert; Mittelfeld aus dem 19. Jahrhundert                                                                                             | in der Kirche St-Maurice (Lage) | PM10001822    | Classé       | 1908  |      |